# Coupe de la Ligue japonaise de football 2005
Navigation
Coupe de la Ligue 2004 Coupe de la Ligue 2006
La coupe de la Ligue japonaise 2005 est la 13e édition de la Coupe de la Ligue japonaise, organisée par la J.League, elle oppose les 18 équipes de J.League du 19 mars 2005 au 5 novembre 2005.
Le vainqueur se qualifie pour la Coupe Levain.

## Format
Les 18 équipes évoluant en J.League 2005 participent au tournoi et le participants de la Ligue des champions de l'AFC 2005 participent à partir des 1/4 de finale.

## Phase de groupes
Les premiers de chaque groupe et les deux meilleurs deuxièmes se qualifient pour les 1/4 de finales.

### Groupe A
| Rang | Équipe             | Pts | J | G | N | P | Bp | Bc | Diff |  | Résultats (▼ dom., ► ext.) | URA | OMI | NII | KOB |
| ---- | ------------------ | --- | - | - | - | - | -- | -- | ---- |  | -------------------------- | --- | --- | --- | --- |
| 1    | Urawa Red Diamonds | 15  | 6 | 5 | 0 | 1 | 10 | 7  | +3   |  | Urawa Red Diamonds         |     | 2-1 | 2-1 | 1-0 |
| 2    | Omiya Ardija       | 10  | 6 | 3 | 1 | 2 | 9  | 6  | +3   |  | Omiya Ardija               | 1-3 |     | 2-0 | 3-0 |
| 3    | Albirex Niigata    | 10  | 6 | 3 | 1 | 2 | 7  | 5  | +2   |  | Albirex Niigata            | 3-0 | 1-1 |     | 1-0 |
| 4    | Vissel Kobe        | 0   | 6 | 0 | 0 | 6 | 1  | 9  | -8   |  | Vissel Kobe                | 1-2 | 0-1 | 0-1 |     |

### Groupe B
| Rang | Équipe              | Pts | J | G | N | P | Bp | Bc | Diff |  | Résultats (▼ dom., ► ext.) | OSA | KAW | TOK | HIR |
| ---- | ------------------- | --- | - | - | - | - | -- | -- | ---- |  | -------------------------- | --- | --- | --- | --- |
| 1    | Gamba Osaka         | 13  | 6 | 4 | 1 | 1 | 17 | 12 | +5   |  | Gamba Osaka                |     | 3-2 | 5-3 | 4-2 |
| 2    | Kawasaki Frontale   | 9   | 6 | 2 | 3 | 1 | 16 | 12 | +4   |  | Kawasaki Frontale          | 2-2 |     | 1-1 | 3-1 |
| 3    | Tokyo Verdy 1969    | 6   | 6 | 1 | 3 | 2 | 12 | 14 | -2   |  | Tokyo Verdy 1969           | 1-2 | 4-4 |     | 2-2 |
| 4    | Sanfrecce Hiroshima | 4   | 6 | 1 | 1 | 4 | 8  | 15 | -7   |  | Sanfrecce Hiroshima        | 2-1 | 1-4 | 0-1 |     |

### Groupe C
| Rang | Équipe                    | Pts | J | G | N | P | Bp | Bc | Diff |  | Résultats (▼ dom., ► ext.) | ICH | KAS | OIT | FCT |
| ---- | ------------------------- | --- | - | - | - | - | -- | -- | ---- |  | -------------------------- | --- | --- | --- | --- |
| 1    | JEF United Ichihara Chiba | 13  | 6 | 4 | 1 | 1 | 14 | 7  | +7   |  | JEF United Ichihara Chiba  |     | 1-2 | 1-1 | 3-2 |
| 2    | Kashiwa Reysol            | 8   | 6 | 2 | 2 | 2 | 6  | 8  | -2   |  | Kashiwa Reysol             | 1-5 |     | 0-1 | 3-1 |
| 3    | Oita Trinita              | 6   | 6 | 1 | 3 | 2 | 3  | 6  | -3   |  | Oita Trinita               | 1-3 | 0-0 |     | 0-2 |
| 4    | FC Tokyo                  | 5   | 6 | 1 | 2 | 3 | 5  | 7  | -2   |  | FC Tokyo                   | 0-1 | 0-0 | 0-0 |     |

### Groupe D
| Rang | Équipe               | Pts | J | G | N | P | Bp | Bc | Diff |  | Résultats (▼ dom., ► ext.) | SHI | OSA | NAG | KAS |
| ---- | -------------------- | --- | - | - | - | - | -- | -- | ---- |  | -------------------------- | --- | --- | --- | --- |
| 1    | Shimizu S-Pulse      | 11  | 6 | 3 | 2 | 1 | 12 | 7  | +5   |  | Shimizu S-Pulse            |     | 3-2 | 0-1 | 1-1 |
| 2    | Cerezo Osaka         | 10  | 6 | 3 | 1 | 2 | 10 | 8  | +2   |  | Cerezo Osaka               | 0-2 |     | 1-1 | 2-0 |
| 3    | Nagoya Grampus Eight | 7   | 6 | 2 | 1 | 3 | 5  | 8  | -3   |  | Nagoya Grampus Eight       | 0-3 | 1-2 |     | 1-0 |
| 4    | Kashima Antlers      | 5   | 6 | 1 | 2 | 3 | 7  | 11 | -4   |  | Kashima Antlers            | 3-3 | 1-3 | 2-1 |     |

### Phase finale
|  | Quarts de finale          | Quarts de finale          | Quarts de finale          | Quarts de finale          |                           |                           | Demi-finales | Demi-finales | Demi-finales | Demi-finales |  |  | Finale                          | Finale | Finale | Finale |
|  |                           |                           |                           |                           |                           |                           |              |              |              |              |  |  |                                 |        |        |        |
|  |                           |                           |                           |                           |                           |                           |              |              |              |              |  |  | Stade olympique national, Tokyo |        |        |        |
|  |                           |                           |                           |                           |                           |                           |              |              |              |              |  |  |                                 |        |        |        |
|  | Shimizu S-Pulse           | Shimizu S-Pulse           | 0                         | 0                         |                           |                           |              |              |              |              |  |  |                                 |        |        |        |
|  | Shimizu S-Pulse           | Shimizu S-Pulse           | 0                         | 0                         |                           |                           |              |              |              |              |  |  |                                 |        |        |        |
|  | Urawa Red Diamonds        | Urawa Red Diamonds        | 1                         | 1                         |                           |                           |              |              |              |              |  |  |                                 |        |        |        |
|  | Urawa Red Diamonds        | Urawa Red Diamonds        | 1                         | 1                         | Urawa Red Diamonds        | Urawa Red Diamonds        | 1            | 2            |              |              |  |  |                                 |        |        |        |
|  |                           |                           |                           |                           | Urawa Red Diamonds        | Urawa Red Diamonds        | 1            | 2            |              |              |  |  |                                 |        |        |        |
|  |                           |                           | JEF United Ichihara Chiba | JEF United Ichihara Chiba | 3                         | 2                         |              |              |              |              |  |  |                                 |        |        |        |
|  | JEF United Ichihara Chiba | JEF United Ichihara Chiba | JEF United Ichihara Chiba | JEF United Ichihara Chiba | 3                         | 2                         | 3            | 2            |              |              |  |  |                                 |        |        |        |
|  | JEF United Ichihara Chiba | JEF United Ichihara Chiba |                           |                           |                           |                           |              | 2            |              |              |  |  |                                 |        |        |        |
|  | Júbilo Iwata              | Júbilo Iwata              | 2                         | 2                         |                           |                           |              |              |              |              |  |  |                                 |        |        |        |
|  | Júbilo Iwata              | Júbilo Iwata              | 2                         | 2                         | JEF United Ichihara Chiba | JEF United Ichihara Chiba | 0tab(5)      | 0tab(5)      |              |              |  |  |                                 |        |        |        |
|  |                           |                           |                           |                           | JEF United Ichihara Chiba | JEF United Ichihara Chiba | 0tab(5)      | 0tab(5)      |              |              |  |  |                                 |        |        |        |
|  |                           |                           | Gamba Osaka               | Gamba Osaka               | 0tab(4)                   | 0tab(4)                   |              |              |              |              |  |  |                                 |        |        |        |
|  | Cerezo Osaka              | Cerezo Osaka              | Gamba Osaka               | Gamba Osaka               | 0tab(4)                   | 0tab(4)                   | 0            | 2            |              |              |  |  |                                 |        |        |        |
|  | Cerezo Osaka              | Cerezo Osaka              |                           |                           |                           |                           |              |              |              |              |  |  |                                 |        |        |        |
|  | Gamba Osaka               | Gamba Osaka               | 3                         | 2                         |                           |                           |              |              |              |              |  |  |                                 |        |        |        |
|  | Gamba Osaka               | Gamba Osaka               | 3                         | 2                         | Gamba Osaka               | Gamba Osaka               | 1            | 0tab(4)      |              |              |  |  |                                 |        |        |        |
|  |                           |                           |                           |                           | Gamba Osaka               | Gamba Osaka               | 1            | 0tab(4)      |              |              |  |  |                                 |        |        |        |
|  |                           |                           | Yokohama F. Marinos       | Yokohama F. Marinos       | 0                         | 1tab(1)                   |              |              |              |              |  |  |                                 |        |        |        |
|  | Omiya Ardija              | Omiya Ardija              | Yokohama F. Marinos       | Yokohama F. Marinos       | 0                         | 1tab(1)                   | 0            | 1            |              |              |  |  |                                 |        |        |        |
|  | Omiya Ardija              | Omiya Ardija              |                           |                           |                           |                           |              | 1            |              |              |  |  |                                 |        |        |        |
|  | Yokohama F. Marinos       | Yokohama F. Marinos       | 1                         | 3                         |                           |                           |              |              |              |              |  |  |                                 |        |        |        |
|  | Yokohama F. Marinos       | Yokohama F. Marinos       | 1                         | 3                         |                           |                           |              |              |              |              |  |  |                                 |        |        |        |
|  |                           |                           |                           |                           |                           |                           |              |              |              |              |  |  |                                 |        |        |        |

### Quarts de finale
| Équipe                    | Aller | Total | Retour | Équipe              |
| ------------------------- | ----- | ----- | ------ | ------------------- |
| JEF United Ichihara Chiba | 3 - 2 | 5 - 4 | 2 - 2  | Júbilo Iwata        |
| Shimizu S-Pulse           | 0 - 1 | 0 - 2 | 0 - 1  | Urawa Red Diamonds  |
| Omiya Ardija              | 0 - 1 | 1 - 4 | 1 - 3  | Yokohama F. Marinos |
| Cerezo Osaka              | 0 - 3 | 2 - 5 | 2 - 2  | Gamba Osaka         |

### Demi-finales
| Équipe             | Aller | Total             | Retour  | Équipe                    |
| ------------------ | ----- | ----------------- | ------- | ------------------------- |
| Gamba Osaka        | 1 - 0 | 1 - 1 (4 - 1) tab | 0 - 1ap | Yokohama F. Marinos       |
| Urawa Red Diamonds | 1 - 3 | 3 - 5             | 2 - 2   | JEF United Ichihara Chiba |

### Finale
| Samedi 5 novembre 2005               | JEF United Ichihara Chiba            | 0 - 0                 | Gamba Osaka                                                   | Stade olympique national, Tokyo                     |                                                     |
| 13h00 (UTC+9) (5h00 heure française) |                                      | (0 - 0, 0 - 0, 0 - 0) |                                                               | Spectateurs : 45 039 Arbitrage : Kazuhiko Matsumura | Spectateurs : 45 039 Arbitrage : Kazuhiko Matsumura |
| 13h00 (UTC+9) (5h00 heure française) | Abe 36e · Saito 84e · Sato 119e      | Rapport               | 67e Matsushita · 81e Yamaguchi · 114e Yoshihara · 119e Irie · | Spectateurs : 45 039 Arbitrage : Kazuhiko Matsumura | Spectateurs : 45 039 Arbitrage : Kazuhiko Matsumura |
| 13h00 (UTC+9) (5h00 heure française) | Abe · Mizuno · Kudo · Hayashi · Maki | Tirs au but 5 - 4     | Endo · Araújo · Sidiclei · Oguro · Yamaguchi                  | Spectateurs : 45 039 Arbitrage : Kazuhiko Matsumura | Spectateurs : 45 039 Arbitrage : Kazuhiko Matsumura |

## Statistiques

### Meilleurs buteurs
|                    | Buteur          | Club                      | Buts | MJ |
| ------------------ | --------------- | ------------------------- | ---- | -- |
| Médaille d'or      | Araújo          | Gamba Osaka               | 6    | 11 |
| Médaille d'argent  | Washington      | Tokyo Verdy 1969          | 5    | 5  |
| Médaille de bronze | Gabriel Popescu | JEF United Ichihara Chiba | 5    | 7  |
| 4                  | Yūki Abe        | JEF United Ichihara Chiba | 5    | 10 |
| 5                  | Emerson         | Urawa Red Diamonds        | 5    | 5  |